# Urszula Doroszewska
Urszula Doroszewska (ur. 2 grudnia 1954 w Warszawie) – polska socjolożka, dyplomatka i działaczka społeczna, opozycjonistka w okresie PRL. W latach 2008–2013 ambasador RP w Gruzji, w latach 2015–2017 doradca prezydenta RP, w latach 2017–2023 ambasador RP na Litwie.

## Życiorys
Absolwentka VI Liceum Ogólnokształcącego im. Tadeusza Reytana w Warszawie (1973). W 1978 ukończyła studia socjologiczne na Uniwersytecie Warszawskim.
Była harcerką 1 Warszawskiej Drużyny Harcerskiej im. Romualda Traugutta Czarna Jedynka. W okresie studiów zaangażowała się w działalność opozycyjną. Współpracowała z Komitetem Obrony Robotników, a następnie, w latach 1977–1980, z KSS „KOR”. Była redaktorem „Głosu”. Od 1978 należała do warszawskiego Studenckiego Komitetu Solidarności. W latach 1980–1981 pracowała w zespole redakcyjnym codziennego biuletynu „Wiadomości Dnia”, wydawanego przez Ośrodek Badań Społecznych i Biuro Informacyjne NSZZ „Solidarności” Regionu Mazowsze. Publikowała w wydawnictwach drugiego obiegu, takich jak „Wiadomości” (1982–1990), „Głos” (1985–1987), „ABC” (1987). W latach 1984–1985 była zatrudniona w Autorskich Pracowniach Architektonicznych, a od 1986 w Wydawnictwie Archidiecezji Warszawskiej.
Od 1992 związana była z Fundacją Instytutu na rzecz Demokracji w Europie Wschodniej (IDEE) w Warszawie, gdzie pełniła m.in. funkcję członkini zarządu. Zajmowała się projektami pomocowymi na rzecz rozwiązywania konfliktów i wspierania demokracji na Kaukazie Południowym, Ukrainie i Kubie. Publikowała w prasie polskiej („Rzeczpospolita”, „Arcana”) i zagranicznej („Uncaptive Minds”). Współpracowała z Ośrodkiem Studiów Wschodnich i Studium Europy Wschodniej Uniwersytetu Warszawskiego.
Od sierpnia 2006 pracowała w Kancelarii Prezydenta RP, najpierw jako ekspert w Biurze Doradców, Ekspertyz i Opinii, w kwietniu 2007 przeszła na funkcję zastępczyni dyrektora Biura Spraw Zagranicznych.
26 listopada 2008 otrzymała nominację na stanowisko ambasadora RP w Gruzji. Misję zakończyła 28 lutego 2013. W tym samym roku została dyrektorem Instytutu Polskiego w Mińsku. 24 września 2015 objęła stanowisko doradcy prezydenta RP Andrzeja Dudy. W maju 2017 została powołana na ambasadora RP w Litwie. Stanowisko to zajmowała do 19 marca 2023. Weszła w skład rady Fundacji „Pomoc Polakom na Wschodzie” im. Jana Olszewskiego.
Wnuczka językoznawcy Witolda Doroszewskiego, córka botaniczki Aliny Doroszewskiej. Jej mężem został Wiktor Krzysztoporski, artysta grafik. Posługuje się językami rosyjskim, francuskim, angielskim.

## Odznaczenia
- Krzyż Komandorski Orderu Odrodzenia Polski (2006, za wybitne zasługi dla niepodległości Rzeczypospolitej Polskiej, za działalność na rzecz przemian demokratycznych w kraju)[15]
- Prezydencki Order Doskonałości (Gruzja, 2013)[16]
- Krzyż Komandorski Orderu „Za Zasługi dla Litwy” (Litwa, 2019)[17]
- Odznaka honorowa „Gwiazda Dyplomacji Litwy(inne języki)” (Litwa, 2023)[18]